# 충원대로
충원대로(忠原大路, Chungwon-daero)는 충청북도 충주시 단월동 유주막삼거리와 강원특별자치도 원주시 흥업면 매지 교차로 북단을 잇는 도로이다.

## 역사
- 2006년 11월 2일 : 충청북도 충주시 소태면 구룡리 ~ 강원도 원주시 흥업면 매지리 14.4km 구간을 자동차 전용도로로 지정[1]
- 2009년 7월 10일 : 2개 이상 시·도에 걸쳐 있는 도로로 충원대로를 고시[2]
- 2010년 11월 19일 : 원주시 귀래면 운계리 ~ 흥업면 매지리 구간 8.1km 4차선 확장 개통.[3]
- 2010년 11월 26일 : 충청북도 충주시 소태면 구룡리 ~ 강원도 원주시 흥업면 매지리 14.4km 자동차 전용도로 구간에서 매지 교차로 구간 220m를 축소해 14.2km가 됨.[4]

## 주요 경유지
충청북도
- 충주시 (달천동 - 봉방동 - 칠금금릉동 - 목행용탄동 - 동량면 - 금가면 - 동량면 - 금가면 - 동량면 - 산척면 - 엄정면 - 소태면)

강원특별자치도
- 원주시 (귀래면 - 흥업면)

## 노선
- (■): 자동차 전용도로 구간

| 이름                          | 접속 노선                          | 소재지 | 소재지                    | 비고                                                       |
| ----------------------------- | ---------------------------------- | ------ | ------------------------- | ---------------------------------------------------------- |
| 유주막삼거리                  | 국가지원지방도 제82호선 (중원대로) | 충주시 | 달천동                    | 구 국도 제3, 19, 36호선 구간                               |
| 단월삼거리                    | 풍동동막길 신대1길                 | 충주시 | 달천동                    | 구 국도 제3, 19, 36호선 구간                               |
| 달신사거리                    | 대림로                             | 충주시 | 달천동                    | 구 국도 제3, 19, 36호선 구간                               |
| 건국대사거리                  | 중원대로                           | 충주시 | 달천동                    | 구 국도 제3, 19, 36호선 구간                               |
| 충주역앞사거리                | 애향로                             | 충주시 | 봉방동                    | 구 국도 제19호선 구간                                      |
| 상방교                        |                                    | 충주시 | 봉방동                    | 구 국도 제19호선 구간                                      |
| 칠금금릉동                    |                                    | 충주시 |                           | 구 국도 제19호선 구간                                      |
| 칠금사거리                    | 국가지원지방도 제82호선 (탄금대로) | 충주시 |                           | 구 국도 제19호선 구간                                      |
| (충주터미널입구)              | 계명대로                           | 충주시 |                           | 구 국도 제19호선 구간                                      |
| 금능교                        | 금릉로                             | 충주시 |                           | 구 국도 제19호선 구간                                      |
| 금릉사거리                    | 번영대로 칠지7길                   | 충주시 |                           | 구 국도 제19호선 구간                                      |
| 공단입구 교차로               | 목행산단1로                        | 충주시 |                           | 구 국도 제19호선 구간                                      |
| 공단앞삼거리                  | 목행산단2로                        | 충주시 |                           | 구 국도 제19호선 구간                                      |
| 공단앞삼거리                  | 목행산단2로                        | 충주시 | 목행용탄동                | 구 국도 제19호선 구간                                      |
| 목행사거리                    | 목행산단5로 목행초길               | 충주시 |                           | 구 국도 제19호선 구간                                      |
| 목행삼거리                    | 충주호수로                         | 충주시 |                           | 구 국도 제19호선 구간                                      |
| 목행대교                      |                                    | 충주시 |                           | 구 국도 제19호선 구간                                      |
| 동량면                        |                                    | 충주시 |                           | 구 국도 제19호선 구간                                      |
| 용교삼거리                    | 보라매로                           | 충주시 |                           | 구 국도 제19호선 구간                                      |
| 용교사거리                    | 김생로 대미길                      | 충주시 |                           | 구 국도 제19호선 구간                                      |
| 사암 교차로                   | 국도 제19호선 (서부순환대로)       | 충주시 | 금가면                    | 국도 제19호선 구간                                         |
| 대전교                        |                                    | 충주시 | 금가면                    | 국도 제19호선 구간                                         |
| 동량면                        |                                    | 충주시 |                           | 국도 제19호선 구간                                         |
| 금가 교차로                   | 강수로 대미길                      | 충주시 |                           | 국도 제19호선 구간                                         |
| 도촌교                        |                                    | 충주시 | 금가면                    | 국도 제19호선 구간                                         |
| 동충주 나들목 (동충주 교차로) | 40호선 평택제천고속도로            | 충주시 | 산척면                    | 국도 제19호선 구간                                         |
| 하영 교차로                   | 국도 제38호선 (북부로)             | 충주시 | 산척면                    | 국도 제19호선 구간                                         |
| 영덕천교                      | 구룡로                             | 충주시 | 산척면                    | 국도 제19호선 구간                                         |
| 엄정교                        |                                    | 충주시 | 엄정면                    | 국도 제19호선 구간                                         |
| 엄정 교차로                   | 뒷골길                             | 충주시 | 엄정면                    | 국도 제19호선 구간                                         |
| 용산1교 용산2교               |                                    | 충주시 | 엄정면                    | 국도 제19호선 구간                                         |
| 논강교                        | 논동옥성길                         | 충주시 | 엄정면                    | 국도 제19호선 구간                                         |
| 동막교                        |                                    | 충주시 | 소태면                    | 국도 제19호선 구간                                         |
| 동막 교차로                   | 동막안말길                         | 충주시 | 소태면                    | 국도 제19호선 구간                                         |
| 야동1교 야동2교 구룡1교       |                                    | 충주시 | 소태면                    | 국도 제19호선 구간                                         |
| 구룡 교차로                   | 구룡로                             | 충주시 | 소태면                    | 국도 제19호선 구간                                         |
| 구룡2교                       |                                    | 충주시 | 소태면                    | 국도 제19호선 구간                                         |
| 소태재터널                    |                                    | 충주시 | 소태면                    | 국도 제19호선 구간 원주 방면 연장 453m 충주 방면 연장 448m |
| 소태육교                      |                                    | 충주시 | 소태면                    | 국도 제19호선 구간                                         |
| 소태육교                      | 원주시                             | 귀래면 |                           | 국도 제19호선 구간                                         |
| 귀래육교                      | 원주시                             | 귀래면 |                           | 국도 제19호선 구간                                         |
| 귀래 교차로                   | 원주시                             | 귀래면 | 지방도 제531호선 (운남길) | 국도 제19호선 구간                                         |
| 운계육교                      | 원주시                             | 귀래면 |                           | 국도 제19호선 구간                                         |
| 운계 교차로 (유현교)          | 원주시                             | 귀래면 | 운계다둔길                | 국도 제19호선 구간 원주 방면 진출 불가 충주 방면 진입 불가 |
| 운계터널                      | 원주시                             | 귀래면 |                           | 국도 제19호선 구간 원주 방면 연장 494m 충주 방면 연장 475m |
| 백운 교차로                   | 원주시                             | 귀래면 | 귀운길                    | 국도 제19호선 구간                                         |
| 곰네미1교 곰네미2교           | 원주시                             | 귀래면 |                           | 국도 제19호선 구간                                         |
| 매지터널                      | 원주시                             | 귀래면 |                           | 국도 제19호선 구간 원주 방면 연장 690m 충주 방면 연장 661m |
| 매지터널                      | 원주시                             | 흥업면 |                           | 국도 제19호선 구간 원주 방면 연장 690m 충주 방면 연장 661m |
| 매지1교 매지2교               | 원주시                             |        | 국도 제19호선 구간        |                                                            |
| 매지 교차로                   | 원주시                             | 북원로 | 국도 제19호선 구간        |                                                            |
| 북원로와 직결                 |                                    |        |                           |                                                            |

## 주요 건물 및 시설
- 충주중장비직업전문학교 (충청북도 충주시 충원대로 27)
- 달천동 행정복지센터 (충청북도 충주시 충원대로 211)
- 건국대학교 글로컬캠퍼스 (충청북도 충주시 충원대로 266)
- 숭덕학교 (충청북도 충주시 충원대로 490)
- 충주역 (충청북도 충주시 충원대로 539)
- 충주세무서 (충청북도 충주시 충원대로 724)
- 목행치안센터 (충청북도 충주시 충원대로 1000)
- 충주국토관리사무소 (충청북도 충주시 동량면 충원대로 1332)

## 사진

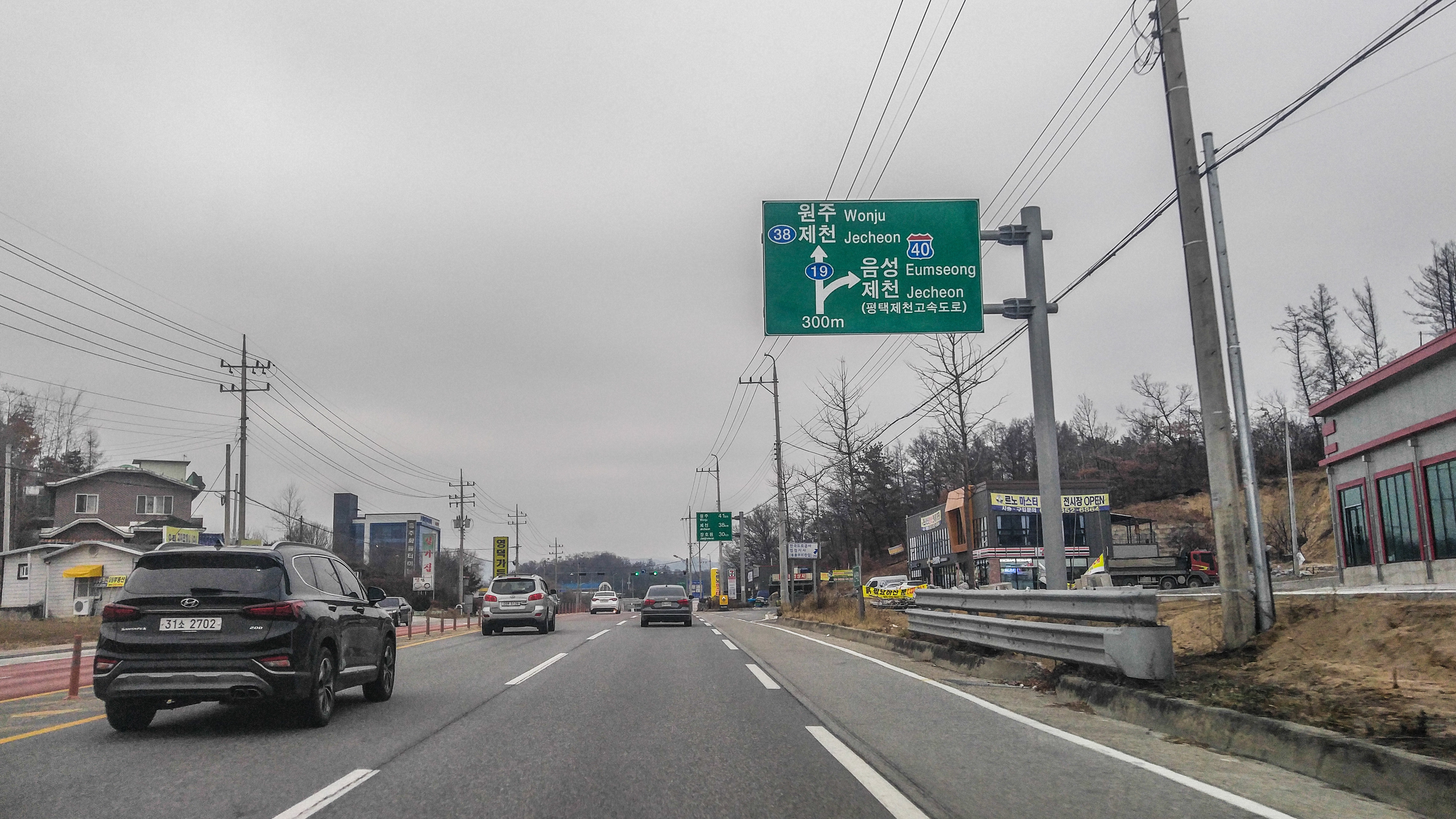
동충주 나들목 300m 표지판 (원주 방면)
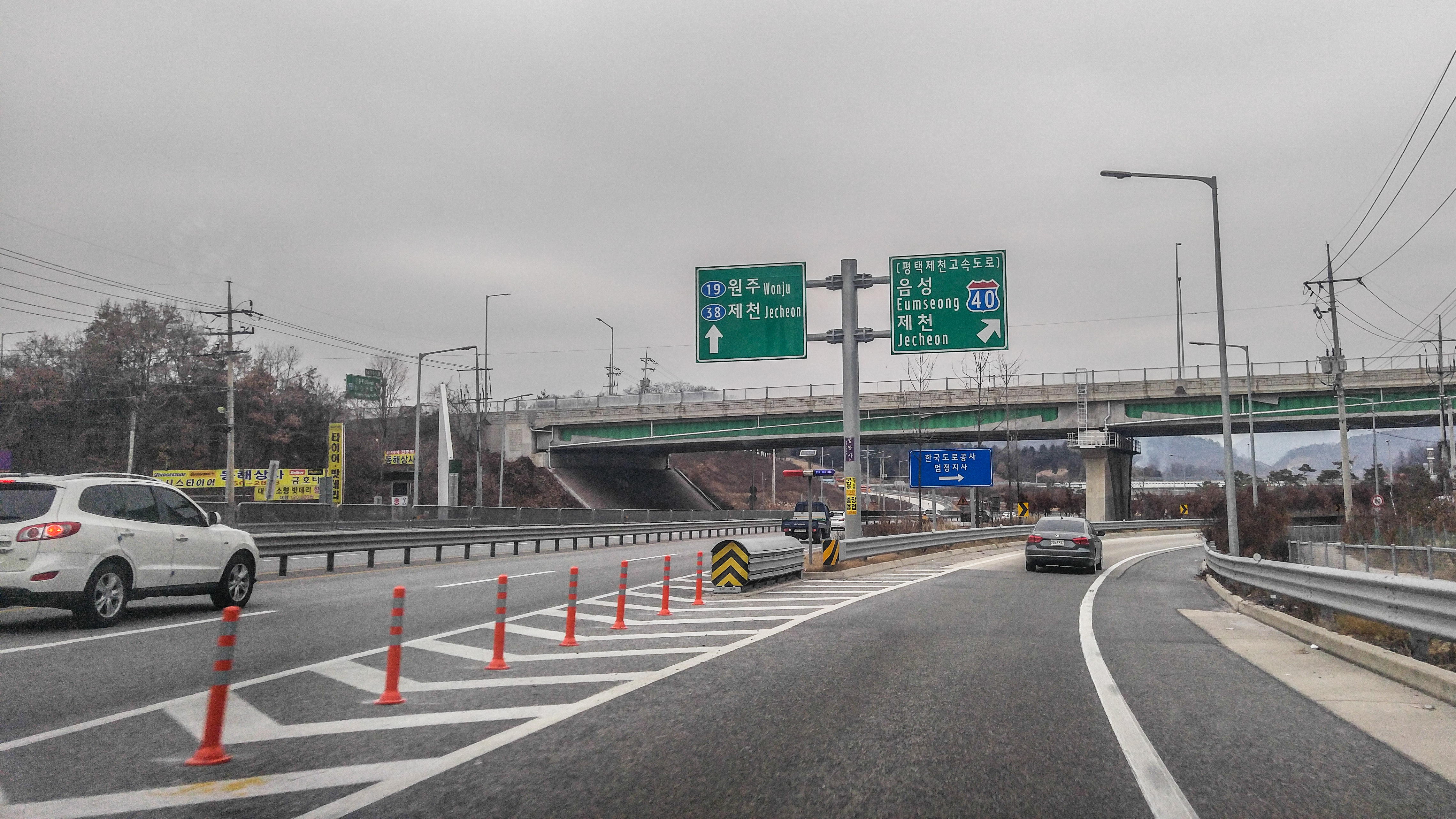
동충주 나들목 분기부 표지판 (원주 방면)